# Tour de Langkawi 2016
Die 21. Tour de Langkawi 2016 ist ein Etappenrennen in Malaysia auf der Insel Langkawi und fand vom 24. Februar bis zum 2. März 2016 statt. Dieses Rennen gehörte der UCI Asia Tour 2016 an und war dort in der UCI-Kategorie 2.HC eingestuft.

## Teilnehmende Mannschaften
| WorldTeams (3)- Astana - Dimension Data - Tinkoff Professional Continental Teams (8)- Androni Giocattoli-Sidermec - Bardiani CSF - Drapac - Funvic Soul Cycles-Carrefour - ONE Pro Cycling - Team Roth - Southeast-Venezuela - UnitedHealthcare Continental Teams (10)- 7 Eleven-Sava RBP - Aisan Racing Team - Giant-Champion System - HKSI - KSPO - NSC-Mycron - Pegasus Continental - Skydive Dubai-Al Ahli Club - Terengganu Cycling Team - Wisdom-Hengxiang Nationalmannschaft- Malaysia |
| |

## Etappen
| Etappe    | Datum    | Etappenorte                 | type                 | Länge (km) | Etappensieger      | Gesamtführender             |
| --------- | -------- | --------------------------- | -------------------- | ---------- | ------------------ | --------------------------- |
| 1. Etappe | 24. Feb. | Kangar – Baling             | Flachetappe          | 165,6      | Andrea Guardini    | Andrea Guardini             |
| 2. Etappe | 25. Feb. | Sungai Petani – George Town | Flachetappe          | 158,1      | Andrea Palini      | Andrea Guardini             |
| 3. Etappe | 26. Feb. | Kulim – Kuala Kangsar       | Flachetappe          | 107,2      | John Murphy        | Andrea Guardini             |
| 4. Etappe | 27. Feb. | Ipoh – Tanah Rata           | Mittelschwere Etappe | 129,4      | Miguel Ángel López | Miguel Ángel López          |
| 5. Etappe | 28. Feb. | Tapah – Kuala Lumpur        | Flachetappe          | 148,8      | Andrea Guardini    | Miguel Ángel López          |
| 6. Etappe | 29. Feb. | Putrajaya – Rembau          | Hügelige Etappe      | 147,6      | Jakub Mareczko     | Reinardt Janse van Rensburg |
| 7. Etappe | 1. Mär.  | Seremban – Parit Sulong     | Flachetappe          | 202,3      | Andrea Guardini    | Reinardt Janse van Rensburg |
| 8. Etappe | 2. Mär.  | Batu Pahat – Malakka        | Flachetappe          | 119        | Andrea Guardini    | Reinardt Janse van Rensburg |

## Wertungsübersicht
| Etappe         | Etappensieger      | Gesamtwertung               | Punktewertung   | Bergwertung | Bester Asiate |
| -------------- | ------------------ | --------------------------- | --------------- | ----------- | ------------- |
| 1              | Andrea Guardini    | Andrea Guardini             | Andrea Guardini | Wang Meiyin | Wang Meiyin   |
| 2              | Andrea Palini      | Andrea Guardini             | Wang Meiyin     | Wang Meiyin | Wang Meiyin   |
| 3              | John Murphy        | Andrea Guardini             | Andrea Guardini | Wang Meiyin | Wang Meiyin   |
| 4              | Miguel Ángel López | Miguel Ángel López          | Andrea Guardini | Wang Meiyin | Adiq Othman   |
| 5              | Andrea Guardini    | Miguel Ángel López          | Andrea Guardini | Wang Meiyin | Adiq Othman   |
| 6              | Jakub Mareczko     | Reinardt Janse van Rensburg | Andrea Guardini | Wang Meiyin | Adiq Othman   |
| 7              | Andrea Guardini    | Reinardt Janse van Rensburg | Andrea Guardini | Wang Meiyin | Adiq Othman   |
| 8              | Andrea Guardini    | Reinardt Janse van Rensburg | Andrea Guardini | Wang Meiyin | Adiq Othman   |
| Wertungssieger | Wertungssieger     | Reinardt Janse van Rensburg | Andrea Guardini | Wang Meiyin | Adiq Othman   |